# Apache Flume
Apache Flume est un logiciel de la fondation Apache destiné à la collecte et à l'analyse de fichiers de log. L'outil est conçu pour fonctionner au sein d'une architecture informatique distribuée et ainsi supporter les pics de charge.